# Liste der Bodendenkmäler in Simbach (bei Landau)
Auf dieser Seite sind die Bodendenkmäler in dem niederbayerischen Markt Simbach zusammengestellt. Diese Tabelle ist eine Teilliste der Liste der Bodendenkmäler in Bayern. Grundlage ist die Bayerische Denkmalliste, die auf Basis des Bayerischen Denkmalschutzgesetzes vom 1. Oktober 1973 erstmals erstellt wurde und seither durch das Bayerische Landesamt für Denkmalpflege geführt wird. Die folgenden Angaben ersetzen nicht die rechtsverbindliche Auskunft der Denkmalschutzbehörde.

## Bodendenkmäler in Simbach

### Bodendenkmäler in der Gemarkung Haunersdorf
| Lage                   | Objekt | Akten-Nr.     | Bild |
| ---------------------- | --- | ------------- | ---- |
| Haunersdorf (Standort) | Siedlung des Alt- und Mittelneolithikums, der Bronzezeit, Hallstatt- und (frühen) Latènezeit sowie des hohen Mittelalters. | D-2-7342-0060 |      |
| Haunersdorf (Standort) | Siedlung der Münchshöfener Gruppe, der Bronzezeit und der Urnenfelderzeit, der römischen Kaiserzeit sowie des hohen und späten Mittelalters. | D-2-7342-0061 |      |
| Haunersdorf (Standort) | Siedlung der Münchshöfener Gruppe, der mittleren Bronzezeit und der Bronzezeit bzw. Urnenfelderzeit. | D-2-7342-0062 |      |
| Haunersdorf (Standort) | Siedlung der Linear- und Stichbandkeramik sowie der Latènezeit. | D-2-7342-0066 |      |
| Haunersdorf (Standort) | Siedlung vorgeschichtlicher und metallzeitlicher Zeitstellung, unter anderem der frühen Bronzezeit und der Hallstattzeit. Bestattungsplatz vorgeschichtlicher Zeitstellung, unter anderem der Hallstattzeit.                                                                                          | D-2-7342-0233 |      |
| Haunersdorf (Standort) | Siedlung der späten Latènezeit. | D-2-7342-0252 |      |
| Haunersdorf (Standort) | Siedlung vorgeschichtlicher Zeitstellung. | D-2-7342-0404 |      |
| Haunersdorf (Standort) | Siedlung vor- und frühgeschichtlicher Zeitstellung. | D-2-7342-0405 |      |
| Haunersdorf (Standort) | Verebnete vorgeschichtliche Grabhügel und Siedlung vor- und frühgeschichtlicher Zeitstellung. | D-2-7342-0407 |      |
| Haunersdorf (Standort) | Siedlung vor- und frühgeschichtlicher Zeitstellung. | D-2-7342-0408 |      |
| Haunersdorf (Standort) | Siedlung vor- und frühgeschichtlicher Zeitstellung. | D-2-7342-0409 |      |
| Haunersdorf (Standort) | Siedlung vor- und frühgeschichtlicher Zeitstellung. | D-2-7342-0410 |      |
| Haunersdorf (Standort) | Siedlung vor- und frühgeschichtlicher Zeitstellung. | D-2-7342-0411 |      |
| Haunersdorf (Standort) | Untertägige Befunde des Mittelalters und der frühen Neuzeit im Bereich der Katholischen Pfarrkirche St. Stephan mit zugehörigem, ummauerten Friedhof in Haunersdorf, darunter die Spuren von Vorgängerbauten bzw. älteren Bauphasen. Siedlung des Neolithikums. Siehe auch: St. Stephan (Haunersdorf) | D-2-7342-0440 |      |
| Haunersdorf (Standort) | Verebnetes Grabenwerk der Linear- und Stichbandkeramik. Siedlung der Stichbandkeramik, der Gruppe Oberlauterbach und der frühen Latènezeit. Palisadengräben vor- und frühgeschichtlicher Zeitstellung.                                                                                                | D-2-7342-0526 |      |
| Haunersdorf (Standort) | Grabhügel vorgeschichtlicher Zeitstellung, unter anderem der Hallstattzeit. | D-2-7442-0016 |      |
| Haunersdorf (Standort) | Siedlung vor- und frühgeschichtlicher Zeitstellung. | D-2-7442-0053 |      |
| Haunersdorf (Standort) | Siedlung der frühen Neuzeit. | D-2-7442-0134 |      |
| Haunersdorf (Standort) | Untertägige Befunde des Mittelalters und der frühen Neuzeit im Bereich der Katholischen Kirche St. Johannes d. Täufer in Johannszell, darunter die Spuren von Vorgängerbauten bzw. älteren Bauphasen. Siehe auch: St. Johannes der Täufer (Johannszell)                                               | D-2-7442-0150 |      |
| Haunersdorf (Standort) | Untertägige Befunde der frühen Neuzeit im Bereich der Katholischen Kirche St. Antonius von Padua in Sankt Antoni, darunter die Spuren von Vorgängerbauten bzw. älteren Bauphasen. Siehe auch: St. Antonius von Padua (Sankt Antoni)                                                                   | D-2-7442-0164 |      |

### Bodendenkmäler in der Gemarkung Langgraben
| Lage                  | Objekt                                                                      | Akten-Nr.     | Bild |
| --------------------- | --------------------------------------------------------------------------- | ------------- | ---- |
| Langgraben (Standort) | Verebnetes Grabenwerk der Hallstattzeit.                                    | D-2-7442-0036 |      |
| Langgraben (Standort) | Ebenerdiger Ansitz des Mittelalters. Siehe auch: Burgstall Amberg (Simbach) | D-2-7442-0038 |      |
| Langgraben (Standort) | Siedlung vor- und frühgeschichtlicher Zeitstellung.                         | D-2-7442-0056 |      |
| Langgraben (Standort) | Siedlung vor- und frühgeschichtlicher Zeitstellung.                         | D-2-7442-0084 |      |

### Bodendenkmäler in der Gemarkung Mettenhausen
| Lage                    | Objekt                                                                                  | Akten-Nr.     | Bild |
| ----------------------- | --------------------------------------------------------------------------------------- | ------------- | ---- |
| Mettenhausen (Standort) | Siedlung der Linear- und Stichbandkeramik, der Münchshöfener Gruppe und der Bronzezeit. | D-2-7342-0063 |      |

### Bodendenkmäler in der Gemarkung Niederhausen
| Lage                    | Objekt | Akten-Nr.     | Bild |
| ----------------------- | --- | ------------- | ---- |
| Niederhausen (Standort) | Grabhügel vorgeschichtlicher Zeitstellung. | D-2-7442-0015 |      |
| Niederhausen (Standort) | Untertägige Befunde des Mittelalters und der frühen Neuzeit im Bereich der Katholischen Kirche St. Martin mit zugehörigem, ummauerten Friedhof in Höherskirchen, darunter die Spuren von Vorgängerbauten bzw. älteren Bauphasen. Siehe auch: St. Martin (Höherskirchen) | D-2-7442-0148 |      |

### Bodendenkmäler in der Gemarkung Pischelsdorf
| Lage                    | Objekt | Akten-Nr.     | Bild |
| ----------------------- | --- | ------------- | ---- |
| Pischelsdorf (Standort) | Untertägige Befunde der frühen Neuzeit im Bereich der Katholischen Kirche St. Peter und Paul in Pischelsdorf, darunter die Spuren von Vorgängerbauten bzw. älteren Bauphasen. Siehe auch: St. Peter und Paul (Pischelsdorf)    | D-2-7442-0157 |      |
| Pischelsdorf (Standort) | Untertägige Befunde des Mittelalters und der frühen Neuzeit im Bereich der Katholischen Kirche St. Martin in Oberengbach, darunter die Spuren von Vorgängerbauten bzw. älteren Bauphasen. Siehe auch: St. Martin (Oberengbach) | D-2-7442-0162 |      |

### Bodendenkmäler in der Gemarkung Rengersdorf II
| Lage                      | Objekt                                              | Akten-Nr.     | Bild |
| ------------------------- | --------------------------------------------------- | ------------- | ---- |
| Rengersdorf II (Standort) | Siedlung vor- und frühgeschichtlicher Zeitstellung. | D-2-7342-0412 |      |
| Rengersdorf II (Standort) | Grabhügel vorgeschichtlicher Zeitstellung.          | D-2-7442-0017 |      |
| Rengersdorf II (Standort) | Siedlung vor- und frühgeschichtlicher Zeitstellung. | D-2-7442-0018 |      |
| Rengersdorf II (Standort) | Grabhügel vorgeschichtlicher Zeitstellung.          | D-2-7442-0022 |      |
| Rengersdorf II (Standort) | Siedlung vorgeschichtlicher Zeitstellung.           | D-2-7442-0058 |      |

### Bodendenkmäler in der Gemarkung Ruhstorf
| Lage                | Objekt | Akten-Nr.     | Bild |
| ------------------- | --- | ------------- | ---- |
| Ruhstorf (Standort) | Siedlung der frühen Neuzeit. | D-2-7441-0196 |      |
| Ruhstorf (Standort) | Untertägige Befunde des Mittelalters und der frühen Neuzeit im Bereich der Katholischen Kirche St. Nikolaus in Fränkendorf, darunter die Spuren von Vorgängerbauten bzw. älteren Bauphasen. Siehe auch: St. Nikolaus (Fränkendorf)                                                          | D-2-7441-0239 |      |
| Ruhstorf (Standort) | Siedlung vor- und frühgeschichtlicher Zeitstellung. | D-2-7442-0082 |      |
| Ruhstorf (Standort) | Untertägige Befunde des Mittelalters und der frühen Neuzeit im Bereich der Katholischen Pfarrkirche St. Johannes d. Täufer mit zugehörigem, ummauerten Friedhof in Ruhstorf, darunter die Spuren von Vorgängerbauten bzw. älteren Bauphasen. Siehe auch: St. Johannes der Täufer (Ruhstorf) | D-2-7442-0160 |      |

### Bodendenkmäler in der Gemarkung Simbach
| Lage               | Objekt | Akten-Nr.     | Bild |
| ------------------ | --- | ------------- | ---- |
| Simbach (Standort) | Untertägige Befunde des Mittelalters und der frühen Neuzeit im Bereich der Katholischen Pfarrkirche St. Bartholomäus mit zugehörigem, aufgelassenen, ehemalige ummauerten Friedhof in Simbach, darunter die Spuren von Vorgängerbauten bzw. älteren Bauphasen. Siehe auch: St. Bartholomäus (Simbach) | D-2-7442-0166 |      |
| Simbach (Standort) | Untertägige Befunde der frühen Neuzeit im Bereich der Katholischen Kapelle St. Sebastian am aufgelassenen Pestfriedhof in Simbach, darunter die Spuren von Vorgängerbauten bzw. älteren Bauphasen. Siehe auch: St. Sebastian (Simbach)                                                                | D-2-7442-0167 |      |